# 1960-as Ázsia-kupa
Az 1960-as Ázsia-kupa volt a második kontinentális labdarúgótorna az Ázsia-kupa történetében. A zárókört Dél-Koreában rendezték 1960. október 14. és 23. között. A kupát a házigazda Dél-Korea válogatottja nyerte meg, immár második alkalommal.

## Selejtező torna

### Nyugati zóna
| Csapat    | J | Gy | D | V | Rg | Kg | Gk | P |
| --------- | - | -- | - | - | -- | -- | -- | - |
| Izrael    | 6 | 3  | 2 | 1 | 10 | 8  | +2 | 8 |
| Pakisztán | 6 | 3  | 1 | 2 | 12 | 10 | +2 | 6 |
| Irán      | 6 | 2  | 1 | 3 | 8  | 10 | -2 | 5 |
| India     | 6 | 2  | 0 | 4 | 7  | 9  | -2 | 4 |

| 1959. december 5. |

| Izrael | 0–3 | Irán |
| ------ | --- | ---- |
|        |     |      |

| Kochi, India |

| 1959. december 7. |

| India | 1–0 | Pakisztán |
| ----- | --- | --------- |
|       |     |           |

| Kochi, India |

| 1959. december 8. |

| India | 1–3 | Izrael |
| ----- | --- | ------ |
|       |     |        |

| Kochi, India |

| 1959. december 9. |

| Pakisztán | 4–1 | Irán |
| --------- | --- | ---- |
|           |     |      |

| Kochi, India |

| 1959. december 10. |

| Izrael | 2–0 | Pakisztán |
| ------ | --- | --------- |
|        |     |           |

| Kochi, India |

| 1959. december 11. |

| India | 3–1 | Irán |
| ----- | --- | ---- |
|       |     |      |

| Kochi, India |

| 1959. december 12. |

| Izrael | 1–1 | Irán |
| ------ | --- | ---- |
|        |     |      |

| Kochi, India |

| 1959. december 13. |

| India | 0–1 | Pakisztán |
| ----- | --- | --------- |
|       |     |           |

| Kochi, India |

| 1959. december 14. |

| Irán | 4–1 | Pakisztán |
| ---- | --- | --------- |
|      |     |           |

| Kochi, India |

| 1959. december 16. |

| India | 1–2 | Izrael |
| ----- | --- | ------ |
|       |     |        |

| Kochi, India |

| 1959. december 17. |

| Pakisztán | 2–2 | Izrael |
| --------- | --- | ------ |
|           |     |        |

| Kochi, India |

| 1959. december 18. |

| India | 1–2 | Irán |
| ----- | --- | ---- |
|       |     |      |

| Kochi, India |

### Közép zóna
| Csapat      | J | Gy | D | V | Rg | Kg | Gk | P |
| ----------- | - | -- | - | - | -- | -- | -- | - |
| Dél-Vietnám | 3 | 2  | 0 | 0 | 5  | 1  | +4 | 4 |
| Malajzia    | 3 | 1  | 0 | 1 | 5  | 3  | +2 | 2 |
| Szingapúr   | 3 | 0  | 0 | 2 | 3  | 9  | -6 | 0 |

| 1960. április 15. |

| Szingapúr | 1–4 | Dél-Vietnám |
| --------- | --- | ----------- |
|           |     |             |

| Szingapúr |

| 1960. április 18. |

| Dél-Vietnám | 1–0 | Malajzia |
| ----------- | --- | -------- |
|             |     |          |

| Szingapúr |

| 1960. április 21. |

| Szingapúr | 2–5 | Malajzia |
| --------- | --- | -------- |
|           |     |          |

| Szingapúr |

### Keleti zóna
| Csapat         | J | Gy | D | V | Rg | Kg | Gk  | P |
| -------------- | - | -- | - | - | -- | -- | --- | - |
| Hongkong       | 3 | 2  | 0 | 0 | 14 | 8  | +6  | 4 |
| Tajvan         | 3 | 1  | 0 | 1 | 11 | 7  | +4  | 2 |
| Fülöp-szigetek | 3 | 0  | 0 | 2 | 4  | 14 | -10 | 0 |

| 1960. április 13. |

| Fülöp-szigetek | 4–7 | Tajvan |
| -------------- | --- | ------ |
|                |     |        |

| Fülöp-szigetek |

| 1960. április 15. |

| Fülöp-szigetek | 0–7 | Hongkong |
| -------------- | --- | -------- |
|                |     |          |

| Fülöp-szigetek |

| 1960. április 18. |

| Tajvan | 7–0 | Hongkong |
| ------ | --- | -------- |
|        |     |          |

| Fülöp-szigetek |

## Zárókör
| Csapat      | J | Gy | D | V | Rg | Kg | Gk  | P |
| ----------- | - | -- | - | - | -- | -- | --- | - |
| Dél-Korea   | 3 | 3  | 0 | 0 | 9  | 1  | +8  | 6 |
| Izrael      | 3 | 2  | 0 | 1 | 6  | 4  | +2  | 4 |
| Tajvan      | 3 | 1  | 0 | 2 | 2  | 2  | 0   | 2 |
| Dél-Vietnám | 3 | 0  | 0 | 3 | 2  | 12 | -10 | 0 |

| 1960. október 14. 15:15 |

| Dél-Korea                                           | 5–1 | Dél-Vietnám   |
| --------------------------------------------------- | --- | ------------- |
| Cho Yoon-Ok U Szanggvon Choi Jung-Min Moon Jung-Sik |     | Nguyen Van Tu |

| Hyochang Stadium Stadion, Szöul |

| 1960. október 17. 15:00 |

| Dél-Korea                           | 3–0 | Izrael |
| ----------------------------------- | --- | ------ |
| Cho Yoon-Ok 17' 60' U Szanggvon 30' |     |        |

| Hyochang Stadium Stadion, Szöul Nézőszám: 30 000 Játékvezető: Jokojama Jozó (japán) |

| 1960. október 16. |

| Tajvan | 2–0 | Dél-Vietnám |
| ------ | --- | ----------- |
|        |     |             |

| Hyochang Stadium Stadion, Szöul |

| 1960. október 19. |

| Dél-Vietnám                   | 1–5 | Izrael                                                          |
| ----------------------------- | --- | --------------------------------------------------------------- |
| Trần Văn Nhung 68' (11-esből) |     | R. Levi 13' Stelmach 18' S. Levi 25' Menchel 32' Aharoniski 70' |

| Hyochang Stadium Stadion, Szöul Nézőszám: 15 000 |

| 1960. október 23. |

| Izrael      | 1–0 | Tajvan |
| ----------- | --- | ------ |
| S. Levi 72' |     |        |

| Hyochang Stadium Stadion, Szöul Nézőszám: 25 000 Játékvezető: Jokojama Jozó (japán) |

| 1960. október 21. 15:00 |

| Dél-Korea     | 1–0 | Tajvan |
| ------------- | --- | ------ |
| Moon Jung-Sik |     |        |

| Hyochang Stadium Stadion, Szöul |

## Győztes
| Az 1960-as Ázsia-kupa győztese |
| ------------------------------ |
| DÉL-KOREA 2. cím               |